# Orlando Mendes
Orlando Marques de Almeida Mendes  (Île de Mozambique, 4 août 1916 - Maputo, 12 janvier 1990) est un écrivain et biologiste mozambicain.

## Biographie
Il vécut la décolonisation portugaise du Mozambique et s'installa à Coimbra en 1944 avec sa femme et sa fille pour étudier la biologie à l'université de Coimbra.
Il travailla en tant que biologiste à Lourenço Marques et écrivit pour les publications Tempo, Itinerário, Vértice y África. Malgré son origine européenne, il critiqua très durement le traitement colonial envers les noirs et le Régime de Salazar. Pendant les Guerres coloniales portugaises, il était avec le parti nationaliste FRELIMO.

## Œuvres
- Trajectórias (1940)
- Clima (1951)
- Carta do capataz da estrada 95 (1960)
- Depois do sétimo dia (1963)
- Portanto, eu vos escrevo (1964)
- Portagem (1966)
- Véspera confiada (1968)
- Um minuto de silêncio (1970)
- Adeus de gutucumbui (1971)
- A fome das larvas (1975)
- País emerso (1975-76)
- Produção com que aprendo (1978)
- Lume florindo na forja (1981)
- Papá Operário mais Seis Histórias (1983)
- Sobre Literatura Moçambicana (1982)

## Prix
- Prémio Fialho de Almeida , 1946

## Sources
- Orlando Mendes, Sobre Literatura Moçambicana, Maputo, Instituto Nacional do Livro e do Disco, 1982. (Resenha por Russell G. Hamilton, Research in African Literatures, vol. 17, n° 3, Special Focus on Southern Africa (Outono de 1986), p. 422-425.)